# Hypleurochilus aequipinnis
Hypleurochilus aequipinnis es una especie de pez de la familia Blenniidae en el orden de los Perciformes.

## Morfología
• Los machos pueden llegar alcanzar los 7,5 cm de longitud total.

## Reproducción
Es ovíparo.

## Hábitat
Es un pez de mar y de clima tropical y asociado a los  arrecifes de coral que vive entre 0- m de profundidad.

## Distribución geográfica
Se encuentra en el  Atlántico occidental (desde el sur de Florida y Bahamas hasta el norte de Sudamérica, incluyendo el Brasil  y el Atlántico oriental (el Camerún, Togo el Senegal y Santo Tomé.